# Cristià Guillem de Schwarzburg-Sondershausen
Cristià Guillem de Schwarzburg-Sondershausen (en alemany Christian Wilhelm von Schwarzburg-Sondershausen) va néixer a Sondershausen (Alemanya) el 6 de gener de 1647 i va morir a la mateixa ciutat el 10 de maig de 1721, Era fill del comte Antoni Günther (1620-1666) i de Maria Magdalena de Birkenfeld (1622-1689).
A la mort del seu pare, el 1666, el va succeir governant conjuntament amb el seu germà petit  Anton Günther II, fins al 1681 en què aquest es retira a la vida privada i deixa a les seves mans el govern del comtat.
El 1697, l'emperador  Leopold I concedí al comtat el rang de principat, adoptant els dos germans el títol prínceps del  Sacre Imperi.
Cristià Guillem va establir la seva residència al castell renaixentista de Sondershausen.

## Matrimoni i fills
Cristià Guillem es va casar el 1672 amb Elisabet Ludmilla de Schwarzburg-Rudolstadt, però aquesta va morir sobtadament el mateix any.
El 22 d'agost de 1673 es va casar amb Antònia Sibil·la de Barby-Muhlingen (1641-1684). filla del comte Albert Frederic de Barby-Mühlingen (1597-1641) i de la comtessa Sofia Úrsula d'Oldenburg (1601-1642). El matrimoni va tenir quatre fills: 
- Günther I, príncep de Schwarzburg-Sondershausen (1678-1740).
- Magdalena Sofia (1680-1751), casada amb el comte Jordi Albert de Schönburg-Hartenstein
- Cristiana Emília (1681-1751), casada amb el duc Adolf Frederic II de Mecklenburg-Strelitz (1658-1708).
- Lluïsa Albertina (1682-1765)

Morta la seva dona, Cristià Guillem es tornà a casar el 1684 amb Guillemina Cristina de Saxònia Weimar (1658-1712), filla del duc Joan Ernest II de Saxònia-Weimar (1627-1683) i de Cristina Elisabet de Schleswig-Holstein-Sonderburg (1638-1679). D'aquest segon matrimoni en nasqueren: 
- Joana Augusta (1686-1703)
- Cristiana Guillemina (1688-1749)
- Enric (1689-1758), príncep hereu de Schwarzburg-Sondershausen.
- August I (1691-1750)
- Enriqueta Ernestina (1692-1759)
- Rodolf (1695-1749)
- Guillem (1699-1762)
- Cristià (1700-1749)